# 꼬인 네마틱 액정

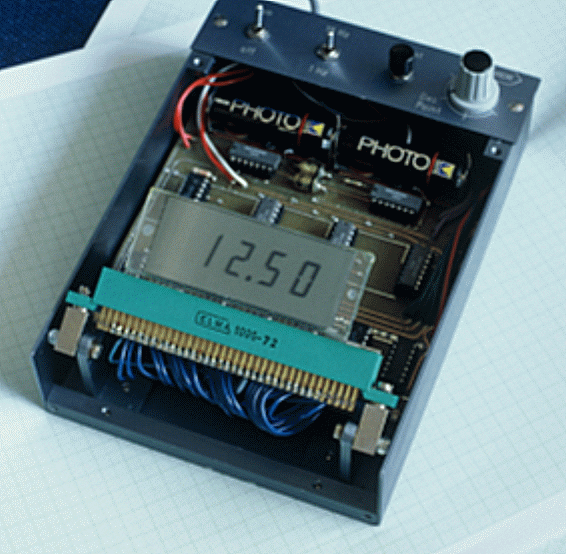
꼬인 네마틱 전계 효과를 기반으로 한 초기 LCD 시제품 시계

꼬인 네마틱 효과(Twisted nematic field effect, TN 효과)는 크고 얇은 액정 디스플레이의 제조를 실용적이고 비용 효율적으로 만든 주요 기술적 돌파구였다. 이전의 평판 디스플레이와 달리, TN 셀은 작동을 위해 전류가 흐를 필요가 없었고 배터리 사용에 적합한 낮은 작동 전압을 사용했다. TN 효과 디스플레이의 도입은 디스플레이 분야에서 급속한 확장을 가져왔고, 대부분의 전자 제품에서 단일 LED 및 CRT와 같은 다른 일반적인 기술을 빠르게 대체했다. 1990년대에 들어서 TN 효과 LCD는 휴대용 전자 기기에서 거의 보편화되었지만, 그 이후로 많은 LCD 응용 분야에서 평면 전환(IPS) 또는 수직 정렬(VA)과 같은 TN 효과의 대안이 채택되었다.
사진 정보가 없는 많은 단색 문자 숫자 디스플레이는 여전히 TN LCD를 사용한다.
TN 디스플레이는 다른 액정 디스플레이 기술에 비해 빠른 응답 시간과 적은 번짐 현상이라는 장점이 있지만, 색 재현율이 좋지 않고 시야각이 제한적이며 특히 수직 방향에서 그렇다. 디스플레이에 수직이 아닌 각도에서 볼 때 색상이 변하여 완전히 반전될 수도 있다. 디스플레이를 위에서 보면 색상이 희게 변하고, 아래에서 보면 색상이 어둡게 변한다.

## 설명
꼬인 네마틱 효과는 인가된 전기장 작용 하에 서로 다른 정렬된 분자 구성 간에 액정 분자의 정밀하게 제어된 재정렬을 기반으로 한다. 이는 적은 전력 소비와 낮은 작동 전압으로 달성된다. 인가된 장에서 액정 분자 정렬의 기본 현상은 프레데릭스 전이라고 불리며, 1927년 러시아 물리학자 프세볼로트 프레데릭스에 의해 발견되었다.
꼬인 네마틱 액정을 사용하여 정보를 표시하기 위해 투명한 전극은 포토리소그래피에 의해 구조화되어 매트릭스 또는 시계나 계산기와 같은 저정보 콘텐츠 응용 분야에 사용되는 7세그먼트 표시 장치와 같은 다른 전극 패턴을 형성한다. 전극 중 하나만 이러한 방식으로 패턴화되어야 하며, 다른 전극은 연속적일 수 있다(공통 전극). 더 복잡한 데이터나 그래픽 정보가 표시되어야 하는 경우, 전극의 매트릭스 배열이 사용된다. 이 때문에 컴퓨터 모니터 또는 평판 TV 화면용 LCD 화면과 같은 도트 매트릭스 디스플레이의 전압 제어 어드레싱은 세그먼트 전극보다 더 복잡하다. 제한된 해상도의 매트릭스 또는 심지어 대형 매트릭스 패널의 느리게 변하는 디스플레이의 경우, 각 행과 열에 독립적인 전자 드라이버가 제공된다면 수동 전극 그리드로 수동 매트릭스 어드레싱을 구현하기에 충분하다. 필요한 빠른 응답(예: 애니메이션 그래픽 및 비디오)을 갖춘 고해상도 매트릭스 LCD는 누화 (의도하지 않은 미어드레싱 화소의 활성화) 없이 개별 화소의 능동 매트릭스 어드레싱을 허용하기 위해 디스플레이의 각 화소에 추가 비선형 전자 요소(예: 박막 다이오드, TFD 또는 TFT)를 통합해야 한다.
다음 그림은 "정상 백색" 모드, 즉 액정에 전기장이 인가되지 않았을 때 빛이 투과되는 모드로 작동하는 꼬인 네마틱 광 변조기 액정 디스플레이의 단일 화소(문자의 세그먼트일 수도 있음)의 OFF 및 ON 상태를 보여준다.

### OFF 상태 (투명)

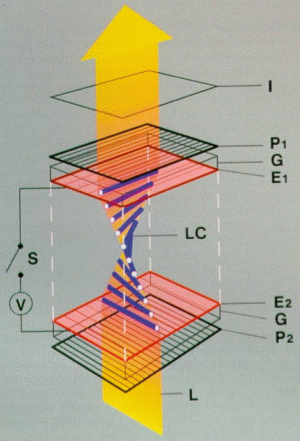
OFF 상태

OFF 상태, 즉 전기장이 인가되지 않은 상태에서 네마틱 액정 분자는 그림의 G로 표시된 두 유리판 사이에 꼬인 구성(나선형 구조 또는 헬릭스)을 형성하며, 이들은 여러 스페이서로 분리되어 있고 투명 전극 E1과 E2로 코팅되어 있다. 전극 자체는 외부 필드가 없을 때 액정을 정확히 90° 꼬이게 하는 정렬 층(표시되지 않음)으로 코팅되어 있다. 입사광은 먼저 첫 번째 편광자, P2에 의해 편광된다. 액정의 나선형 구성은 빛의 편광을 90° 회전시켜 빛이 첫 번째 편광자와 90° 각도로 설정된 두 번째 편광자, P1을 통과할 수 있도록 올바르게 편광된다. 빛이 셀을 통과하기 때문에 화소 I는 투명하게 보인다.

### ON 상태 (불투명)

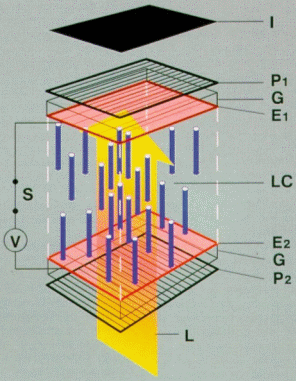
ON 상태

ON 상태, 즉 두 전극 사이에 충분한 전기장이 인가되면 액정 분자는 해당 장의 방향으로 정렬된다. 빛의 편광 각도를 재정렬하는 액정의 나선형 구성이 없으면 편광자 P2에서 나오는 편광된 빛은 편광자 P1에 의해 차단되므로 화소 I는 불투명하게 보인다.
전류는 해당 LC 셀의 전기 용량을 충전 및 방전하는 데만 필요하며, 이는 인가 전압이 변경될 때만 발생한다. 전류는 액정층을 통해 (이상적으로는) 흐르지 않으므로 전기장을 유지하는 데 필요하지 않다. 따라서 LCD는 전력이 거의 필요하지 않다.
그러나 ON 상태에서 전기장의 방향은 "AC 작동"을 위해 교류 전압을 사용하여 주기적으로 역전될 필요가 있을 수 있다. 이는 ON 상태에서 너무 오랫동안 전기장을 한 방향으로만 유지하거나 (AC 전압에 50mV만큼 작은 직류 성분이 있는 경우) 셀의 수명을 단축시키는 전기화학 반응을 유발할 수 있기 때문이다.

### 반투명
불투명도는 전압을 변화시켜 조절할 수 있다. 액정의 혼합에 따라 달라지는 임계 전압 이하에서는 시각적인 변화가 발생하지 않는다. 임계값 근처의 전압에서는 일부 결정만 재정렬되므로 셀은 대부분 투명하지만 거의 보이지 않는다. 전압이 증가함에 따라 더 많은 결정이 재정렬되어 셀이 최대 불투명도에 도달한다. 이미 1972년에는 임계 전압이 0.9V 실효값에 불과하고 1.4V 실효값에서 최대 불투명도의 90%에 도달하는 혼합물이 개발되었다.

## 역사

### RCA 연구
1962년, RCA 연구소에서 일하던 물리화학자 리처드 윌리엄스는 진공관이 없는 디스플레이 기술을 만들 수 있는 새로운 물리 현상을 찾기 시작했다. 네마틱 액정을 포함하는 오랜 연구를 알고 있었던 그는 녹는점이 115 °C (239 °F)인 화합물 p-아족시아니솔로 실험을 시작했다. 윌리엄스는 가열된 현미경 스테이지에서 실험을 준비하고, 125 °C (257 °F)로 유지되는 유리판 위에 투명한 산화주석 전극 사이에 샘플을 놓았다. 그는 스택 전체에 매우 강한 전기장을 인가하면 줄무늬 패턴이 형성되는 것을 발견했다. 이것들은 나중에 "윌리엄스 도메인"이라고 불렸다. 필요한 장은 센티미터당 약 1,000볼트로, 실용적인 장치에는 너무 높았다. 개발이 길어질 것이라는 것을 깨달은 그는 물리학자 조지 하일마이어에게 연구를 넘기고 다른 일로 옮겨갔다.
1964년, RCA의 조지 H. 하일마이어는 루이스 자노니와 화학자 루시앙 바턴과 함께 특정 액정이 전류를 인가하면 투명한 상태와 고도로 산란하는 불투명한 상태 사이에서 전환될 수 있다는 것을 발견했다. 산란은 주로 광원 쪽으로의 역산란이 아닌 결정 내부로의 전방 산란이었다. 결정의 먼 쪽에 반사경을 놓음으로써 입사광을 전기적으로 켜거나 끌 수 있었고, 이는 하일마이어가 동적 산란이라고 명명한 것을 만들어냈다. 1965년 유기화학자 조셉 카스텔라노와 조엘 골드마허는 실온에서 유체 상태로 유지되는 결정을 찾았다. 6개월 이내에 그들은 여러 후보 물질을 발견했고, 추가 개발을 통해 RCA는 1968년에 최초의 액정 디스플레이를 발표할 수 있었다.
동적 산란 디스플레이는 성공적이었지만, 장치를 통해 일정한 전류 흐름과 상대적으로 높은 전압이 필요했다. 이로 인해 이러한 종류의 디스플레이가 많이 사용되는 저전력 상황에서는 매력적이지 않았다. 자체 발광이 아니기 때문에 LCD는 저조도 상황에서 사용될 경우 외부 조명이 필요했으며, 이는 기존 디스플레이 기술을 전체 전력 측면에서 더욱 매력적이지 않게 만들었다. 또 다른 한계는 거울이 필요하다는 것이었고, 이는 시야각을 제한했다. RCA 팀은 이러한 한계를 인식하고 다양한 기술 개발을 계속했다.
이러한 잠재적 효과 중 하나는 하일마이어가 1964년에 발견했다. 그는 유기 염료를 액정에 부착시켜 외부 장에 의해 정렬될 때 위치를 유지하도록 할 수 있었다. 한 정렬에서 다른 정렬로 전환될 때 염료는 보이거나 숨겨져 객체-호스트 효과라고 불리는 두 가지 색상 상태를 나타냈다. 이 접근 방식에 대한 작업은 동적 산란 효과가 성공적으로 시연된 후 중단되었다.

### TN 효과
또 다른 잠재적인 접근 방식은 꼬인 네마틱 접근 방식이었는데, 이는 1911년 프랑스 물리학자 샤를 빅토르 모갱에 의해 처음 발견되었다. 모갱은 다양한 반고체 액정을 가지고 실험하던 중 종이를 대고 문지르면 결정이 정렬되어 편광되는 것을 알아차렸다. 그는 나중에 두 개의 정렬된 편광자 사이에 결정을 끼웠을 때, 서로에 대해 꼬을 수 있지만 빛은 계속 투과되는 것을 알아차렸다. 이것은 예상치 못한 일이었다. 일반적으로 두 편광자가 직각으로 정렬되면 빛은 통과하지 않는다. 모갱은 빛이 결정 자체의 꼬임에 의해 재편광되고 있다고 결론 내렸다.
1967년 RCA에 합류한 물리학자 볼프강 헬프리히는 모갱의 꼬인 구조에 관심을 가졌고 이를 전자 디스플레이를 만드는 데 사용할 수 있다고 생각했다. 그러나 RCA는 두 개의 편광자를 사용하는 모든 효과가 많은 빛 흡수를 수반하여 밝은 조명이 필요하다고 느꼈기 때문에 큰 관심을 보이지 않았다. 1970년, 헬프리히는 RCA를 떠나 스위스 호프만 라 로슈 중앙 연구소에 합류하여 고체 물리학자 마르틴 샤트와 팀을 이루었다. 샤트는 전극과 헬프리히가 RCA에서 객체-호스트 실험의 일부로 이전 연구에서 보고했던 PEBAB (p-에톡시벤질리덴-p'-아미노벤조니트릴)라는 액정 물질의 꼬인 버전으로 샘플을 만들었다. 전압이 인가되면 PEBAB는 장을 따라 정렬되어 꼬인 구조와 편광의 방향 전환을 깨뜨려 셀이 불투명하게 변한다.

### 특허 전쟁
이 당시 Brown, Boveri & Cie (BBC)도 호프만-라로슈와의 이전 공동 의료 연구 협약의 일환으로 이 장치들을 연구하고 있었다. BBC는 미국에서 웨스팅하우스 연구소의 액정 전문가인 제임스 퍼거슨과 관련이 있는 한 물리학자에게 자신들의 연구를 시연했다. 퍼거슨은 켄트 주립대학교 액정 연구소에서 사르다리 아로라와 알프레트 자우페와 협력하여 진행 중인 연구의 발전을 상용화하기 위해 ILIXCO를 설립했으며, 디스플레이용 TN 효과를 연구하고 있었다.
시연 소식이 호프만-라로슈에 전해지자 헬프리히와 샤트는 즉시 특허 출원을 추진하여 1970년 12월 4일에 출원되었다. 그들의 공식 결과는 1971년 2월 15일 Applied Physics Letters에 게재되었다. 디스플레이를 위한 새로운 효과의 타당성을 입증하기 위해 샤트는 1972년에 4자리 디스플레이 패널을 제작했다.
퍼거슨은 1971년 2월 9일 또는 1971년 4월 22일에 미국에서 유사한 특허를 발표했다. 이는 스위스 특허가 출원된 지 두 달 후였고, 법정 밖에서 합의된 3년 간의 법적 대립의 발판이 되었다. 결국, 모든 당사자는 수백만 달러에 달하는 로열티의 일부를 받게 되었다.

### 액정 물질의 상업적 개발
PEBAB는 물이나 알칼리에 노출되면 분해되기 쉬웠고, 오염을 피하기 위해 특별한 제조 공정이 필요했다. 1972년, 조지 W. 그레이가 이끄는 팀은 PEBAB와 혼합하여 반응성이 낮은 물질을 생산할 수 있는 새로운 유형의 시아노바이페닐을 개발했다. 이러한 첨가제는 또한 결과 액체를 덜 점성으로 만들어 응답 시간을 단축시키고, 동시에 더 투명하게 만들어 순수한 백색 디스플레이를 구현했다.
이 작업은 다시 다름슈타트 머크 KGaA의 루트비히 폴, 루돌프 아이덴신크 및 동료들에 의해 시아노페닐사이클로헥산이라는 완전히 다른 종류의 네마틱 결정의 발견으로 이어졌다. 이들은 빠르게 거의 모든 LCD의 기초가 되었으며, 오늘날에도 머크의 주요 사업의 큰 부분을 차지하고 있다.